# Комишуваська селищна територіальна громада
Комишуваська селищна територіальна громада — територіальна громада в Україні, в Запорізькому районі Запорізької області. Адміністративний центр — селище Комишуваха.
Площа громади — 530,55 км², населення — 12 800 мешканців (2020).
Утворена 10 серпня 2016 року шляхом об'єднання Комишуваської селищної ради та Димитровської, Новоіванівської, Новотавричеської, Новотроїцької, Новояковлівської, Щасливської, Яснополянської сільських рад Оріхівського району.
19 липня 2020 року, в результаті адміністративно-територіальної реформи та ліквідації Оріхівського району, громада увійшла до складу Запорізького району.
У липні 2023 року на території громади знімався документальний фільм "Прифронтове життя".

## Населені пункти
До складу громади входять 5 селищ (Комишуваха, Зарічне, Калинівка, Кирпотине, Новотаврійське) і 25 сіл:
- Блакитне
- Веселе
- Вільне
- Григорівське
- Дружне
- Дудникове
- Жовта Круча
- Жовтеньке
- Запасне
- Кущове
- Магдалинівка
- Новобойківське
- Новоіванівка
- Новомихайлівка
- Новорозівка
- Новотроїцьке
- Новояковлівка
- Одарівка
- Оленівка
- Славне
- Тарасівка
- Трудолюбівка
- Трудооленівка
- Щасливе
- Ясна Поляна